# Steinfeld (Oldenburg)
Steinfeld (Oldenburg) – gmina samodzielna (niem. Einheitsgemeinde) w Niemczech, w kraju związkowym Dolna Saksonia, w powiecie Vechta.

## Miejscowości partnerskie
- Jastrowie; od 2004